# De Kleine Aarde
De Kleine Aarde was een Nederlands centrum in Boxtel in Noord-Brabant waar bewoners, bedrijven en bezoekers kennis namen van nieuwe technieken en inzichten om duurzaam om te gaan met voedsel, water en energie. Sietz Leeflang was de initiatiefnemer. Het centrum sloot in 2011, maar de erfenis wordt sinds 2017 uitgedragen door het Kleine Aarde Netwerk. Sinds 2022 is De Kleine Aarde, Plaats De Kleine Aarde.

## Geschiedenis
In 1972 werd het centrum gesticht naar aanleiding van de zorgen die Leeflang en anderen hadden over de toenmalige toestand van het milieu en de verwachtingen voor de toekomst. Zij vonden dat er iets moest veranderen in hoe de mens met zijn omgeving omgaat en dat daartoe concrete alternatieven nodig waren. Het was een centrum dat kleinschalige technieken ontwikkelde om het milieu te ontlasten.
De Kleine Aarde was vooral geïnspireerd door het werk van Sir Albert Howard, lady Eve Balfour en Ernst Friedrich Schumacher, alle drie afkomstig uit Engeland.
Het centrum ontwikkelde projecten op het gebied van wonen, energieopwekking, voedselproductie, afvalverwerking en besparingen op grondstoffen. Verder kon men er cursussen volgen op deze gebieden en onder meer leren hoe een windmolen te bouwen. Ook beheerde het centrum biologische tuinen en een vegetarische keuken. In 1976 startte Leeflang met zijn vrouw Anke de stichting de Twaalf Ambachten die zich helemaal richtte op de technische aspecten van kleinschalige en ecologische praktijken te richten.
De Kleine Aarde bleef bestaan tot het centrum op 1 januari 2011 werd gesloten als gevolg van financiële tekorten. Per 1 maart 2014 begon het Kenniscentrum Triple E aan de renovatie en exploitatie van De Kleine Aarde. Financieel gezien bleek dit geen succes. Eind dat jaar was Triple E nagenoeg failliet. De gemeente Boxtel zegde in november de samenwerking met het centrum op.

## Kleine Aarde Netwerk
Vanaf 2015 werd gewerkt aan aan een herstart van De Kleine Aarde die in 2017 vorm kreeg in het Kleine Aarde Netwerk (KAN). Deze vereniging werd opgericht vanuit 'Burgers voor De Kleine Aarde', een netwerk van lokale duurzaamheidsactoren. Ook is er een samenwerkingsverband gestart met vertegenwoordigers van onderwijsinstellingen, overheden en bedrijven die het terrein van De Kleine Aarde opnieuw willen vormgeven. In 2017 waren onder de noemer ’t Collectief hierbij betrokken Heijmans Woningbouw, Helicon, Maris Projecten, SintLucas, ROC Summa College, waterschap De Dommel en Woonstichting St. Joseph. Samen met de gemeente Boxtel is door hen het plan opgevat nieuwe initiatieven te nemen die grotendeels in het verlengde liggen van de bedoelingen van de stichters: duurzame vormen van wonen, technologie, ondernemen, voedselproductie en educatie, aangevuld met onderwijsactiviteiten en recreatie.
Sinds 2017 is een van deze activiteiten het werk van de Voedseltuin Boxtel e.o. Een gebied van in totaal bijna een hectare op het terrein van De Kleine Aarde is ingericht voor het verbouwen van verse groente en fruit voor de Voedselbank en andere organisaties voor armoedebestrijding. Daarnaast biedt de Voedseltuin kansen aan mensen met een afstand tot de arbeidsmarkt. De Voedseltuin draait volledig met vrijwilligers. Het benodigde geld voor de inrichting en exploitatie van de Voedseltuin wordt verkregen van sponsors en fondsen.
Op het terrein zijn verder verschillende Pioniers werkzaam met onder andere een educatief voedselbos, een eetbare siertuin, verticaal telen, biologisch imkeren en andere voedselinnovaties, met als overkoepelend thema 'voedsel'.

## Plaats De Kleine Aarde
Onder de naam Plaats De Kleine Aarde ontwikkelt de locatie zich sinds 2022 tot een groene hub waar gewerkt wordt aan toekomstbestendige voedselsystemen.